# Стела «Город воинской славы» (Мелитополь)
Сте́ла «Город воинской славы» — памятник, открытый 23 октября 2023 года на площади Победы в оккупированном Мелитополе в ознаменование присвоения почётного звания Российской Федерации «Город воинской славы».

## История

### Мелитополь в Великой Отечественной войне
В 1941 году, несмотря на усиленную подготовку оборонительных сооружений, город был захвачен немецкой армией. В первую же неделю всё еврейское население Мелитополя было убито. Город играл важное значение для обеспечения Южной группировки войск. После прорыва Красной Армией на Донбассе[уточнить], немецкие войска отошли на оборонительную линию Пантер-Вотана. Именно на этой линии решалась судьба Крымского полуострова и всего хода наступательных операций на юге Советского Союза. 
На втором этапе Битвы за Днепр, в ходе Нижнеднепровской стратегической наступательной операции, советским командованием была проведена Мелитопольская операция (с 26 сентября по 5 ноября 1943 года). После продолжительных и ожесточенных боёв с превосходящими силами противника и техникой, сопротивление немцев было сломлено, и 23 октября Красная армия полностью взяла город под свой контроль. В результате операции войска Южного (с 20 октября 1943 — 4-го Украинского фронта освободили почти всю Северную Таврию и блокировали с суши крымскую группировку немецких войск, открыв путь на Запад и Крым. 18 наиболее отличившихся частей и соединений получили почётные наименования Мелитопольские. За освобождение города Мелитополя 87 бойцов и командиров получили звание Героя Советского Союза, из них 12 воинов — уроженцы Мелитополя.

### Строительство стелы
Указом Президента Российской Федерации В. В. Путина от 15 ноября 2022 г. № 828 город удостоен почётного звания «Город воинской славы» «За мужество, стойкость и массовый героизм, проявленные защитниками города в борьбе за свободу и независимость Отечества».
В качестве места размещения стелы в Мелитополе была выбрана центральная площадь города — площадь Победы, на которой находится памятник Великой Отечественной войны — арка, посвящённая освободителям. В соответствии с разработанным проектом демонтирован памятник Тарасу Шевченко и осуществлено комплексное благоустройство площади, а также реставрация Арки Победы. Праздничная церемония торжественного открытия мемориального комплекса, приуроченная к 80-летию освобождения города от немецко-фашистских захватчиков, состоялась 23 октября 2023 года.
Стела «Мелитополь – город воинской славы» сооружена Российским военно-историческим обществом. Если установленные ранее памятники городам воинской славы представляют собой колонны, то монумент в Мелитополе спроектирован как обелиск. 20-метровый памятник венчает герб России, а в основании находятся герб Мелитополя и текст указа президента России о присвоении городу почётного звания. По обеим сторонам стелы установлены мозаичные панно с изображением героев Великой Отечественной войны. Фотографии бойцов, получивших звание Героя Советского Союза за освобождение Мариуполя, были взяты в качестве прообразов воинов, изображённых на мозаичном панно. Мозаика выполнена из более чем 180 тысяч фрагментов специального витражного стекла.
6 ноября 2023 года состоялось торжественное вручение Мариуполю традиционного атрибута городов-героев и городов воинской славы — Меча Победы, изготовленного из в Златоусте из высоколегированной стали. А 10 апреля 2024 года Почта России выпустила посвящённую Мелитополю почтовую марку из серии «Города воинской славы».

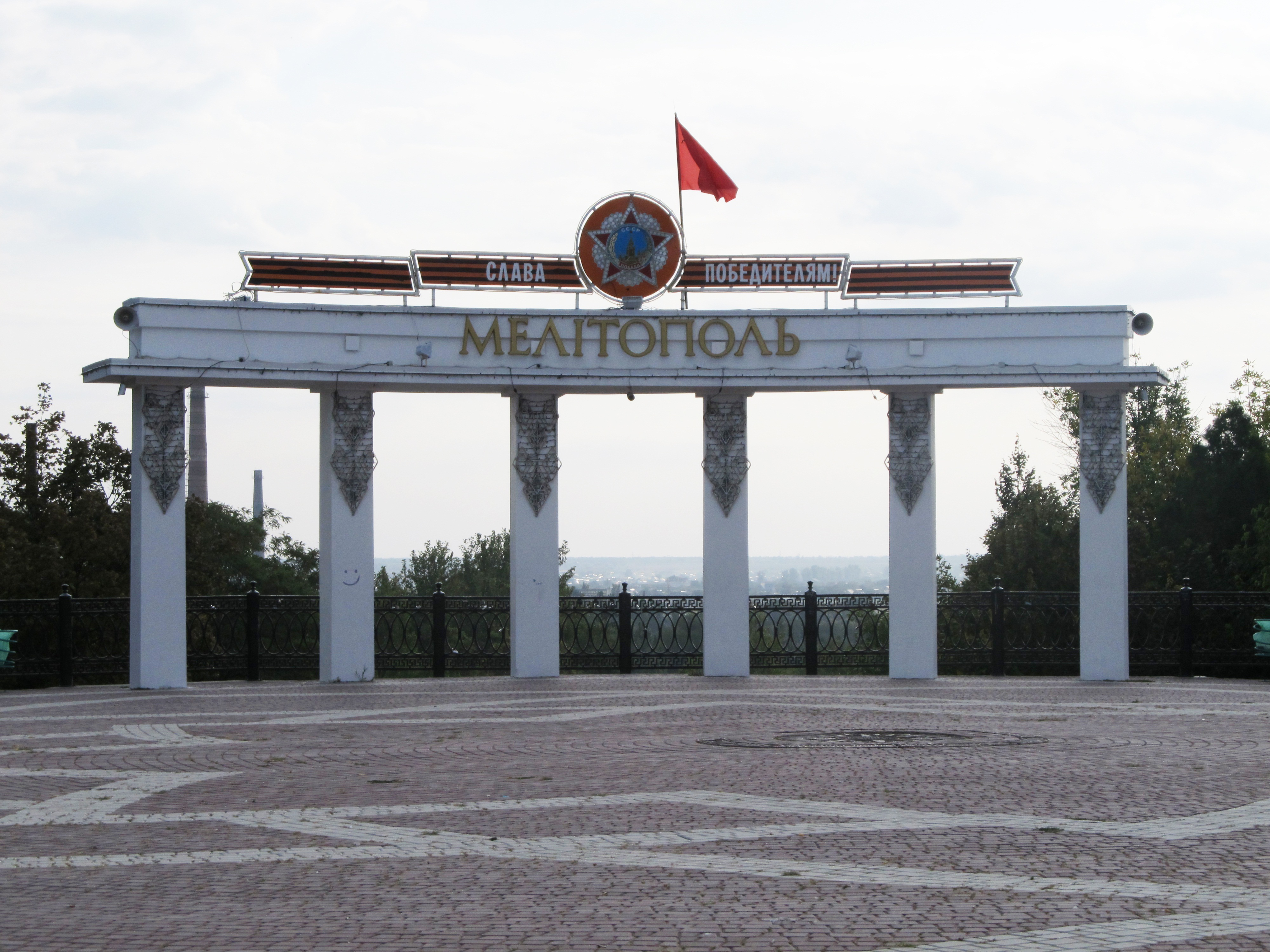
Арка, ставшая частью мемориального комплекса
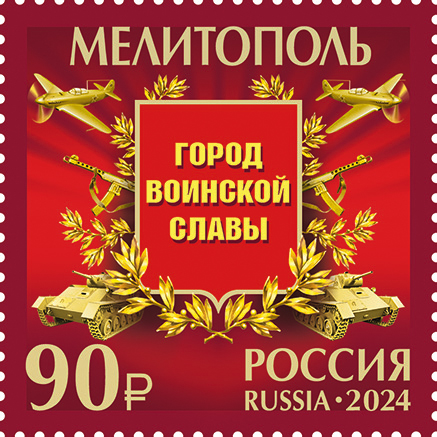
Памятная марка, посвящённая городу воинской славы